# Усманово (Балтачевский район)
Усма́ново (баш. Уҫман) — деревня в Балтачевском районе Республики Башкортостан Российской Федерации. Входит в состав Норкинского сельсовета.

## География

### Географическое положение
Расстояние до:
- районного центра (Старобалтачёво): 14 км,
- центра сельсовета (Норкино): 3 км,
- ближайшей ж/д станции (Куеда): 78 км.

## История
В «Списке населенных мест по сведениям 1870 года», изданном в 1877 году, населённый пункт упомянут как деревня Усманова 2-го стана Бирского уезда Уфимской губернии. Располагалась при речке Кигазе, по левую сторону реки Таныпа, в 60 верстах от уездного города Бирска и в 18 верстах от становой квартиры в селе Тепляки. В деревне, в 131 дворе жили 754 человека (377 мужчин и 377 женщин, тептяри), были мечеть, 3 водяные мельницы.

## Население
| 2002 | 2009 | 2010 |
| ---- | ---- | ---- |
| 189  | ↘168 | ↘151 |

Национальный состав
Согласно переписи 2002 года, преобладающая национальность — башкиры (91 %).

## Религия
В деревне есть мечеть «Зайтуна».